# Elyas
Pour plus de détails, voir Fiche technique et Distribution.
Elyas est un film français réalisé par Florent-Emilio Siri et sorti en 2024.

## Synopsis
Elyas, ancien soldat des Forces Spéciales françaises, solitaire et paranoïaque, devient garde du corps pour Nour, 13 ans et sa mère Amina, venues des Émirats arabes unis. Tandis que l’ex-guerrier et la jeune fille s’apprivoisent, un mystérieux commando les prend pour cibles. Elyas ne reculera devant rien pour la sauver.

## Fiche technique
Sauf indication contraire, les informations mentionnées dans cette section peuvent être confirmées par la base de données cinématographiques IMDb,  présente dans la section « Liens externes ».
- Titre français : Elyas
- Titre de travail : Fatum
- Réalisation : Florent-Emilio Siri
- Scénario : Nicolas Laquerriere et Florent-Emilio Siri
- Musique : Jean-Pascal Beintus
- Décors : Maamar Ech-Cheikh
- Costumes : Mimi Lempicka
- Photographie : Giovanni Fiore Coltellacci
- Montage : Olivier Gajan
- Production : Mathias Rubin, Thomas Berthon
- Société de production : Récifilms
- Distribution : Studiocanal (France)
- Pays de production :  France
- Budget : 12,46 millions d'euros[1]
- Format : couleurs
- Genre : action
- Date de sortie :
  - France : 3 juillet 2024

## Distribution
- Roschdy Zem : Elyas
- Jeanne Michel : Nour
- Laëtitia Eïdo : Amina
- Sherwan Haji : Jamal Al-Khouary
- Dimitri Storoge : Yann
- Éric Savin : Durante
- Frédéric Maranber : Brabus
- Xavier Maly : l'homme qui rend visite à Elyas
- Sième Miladi : Sara
- Olivia Bonamy : Tamara dite Tata
- Samy Belkessa : le jeune gitan agressif
- Aguibou Ba : Noah
- Leonid Glushchenko : Francis
- Nabil Elouahabi : El Saïd
- Antoine Berchane : Giani

## Production
Au début des années 2020, le producteur Mathias Rubin propose à Florent-Emilio Siri de revenir au cinéma d'action. Ayant déjà fait ses preuves dans le genre, le réalisateur accepte quand on lui propose une collaboration avec Roschdy Zem. Siri s'inspire d'un fait divers peu connu pour écrire l'histoire.
Le projet s'intitule initialement Fatum.
Le tournage débute en juillet 2023 au Maroc. D'une durée de 10 semaines, il a également lieu en Île-de-France notamment dans le Château de Villette à Condécourt jusqu'à septembre 2023 et à Pujaut dans le Gard. Il devait initialement avoir lieu en août sur une aire d'autoroute à Forges en Seine-et-Marne, mais cela a été annulé par l'APRR en raison d'attroupements autour de l'équipe.

## Sortie et accueil
En mars 2024, Studiocanal annonce une sortie française pour l'été 2024.
Sorti le 3 juillet, le film est un échec commercial avec seulement 179 758 entrées.